# 1798
Portal Geschichte | Portal Biografien | Aktuelle Ereignisse | Jahreskalender | Tagesartikel

◄ |
17. Jahrhundert |
18. Jahrhundert
| 19. Jahrhundert | ►

◄ |
1760er |
1770er |
1780er |
1790er
| 1800er | 1810er | 1820er | ►

◄◄ |
◄ |
1794 |
1795 |
1796 |
1797 |
1798
| 1799 | 1800 | 1801 | 1802 | ► | ►►
Staatsoberhäupter  · Nekrolog   · Musikjahr
| Januar | Januar | Januar | Januar | Januar | Januar | Januar | Januar |
| Kw     | Mo     | Di     | Mi     | Do     | Fr     | Sa     | So     |
| ------ | ------ | ------ | ------ | ------ | ------ | ------ | ------ |
| 1      | 1      | 2      | 3      | 4      | 5      | 6      | 7      |
| 2      | 8      | 9      | 10     | 11     | 12     | 13     | 14     |
| 3      | 15     | 16     | 17     | 18     | 19     | 20     | 21     |
| 4      | 22     | 23     | 24     | 25     | 26     | 27     | 28     |
| 5      | 29     | 30     | 31     |        |        |        |        |

| Februar | Februar | Februar | Februar | Februar | Februar | Februar | Februar |
| Kw      | Mo      | Di      | Mi      | Do      | Fr      | Sa      | So      |
| ------- | ------- | ------- | ------- | ------- | ------- | ------- | ------- |
| 5       |         |         |         | 1       | 2       | 3       | 4       |
| 6       | 5       | 6       | 7       | 8       | 9       | 10      | 11      |
| 7       | 12      | 13      | 14      | 15      | 16      | 17      | 18      |
| 8       | 19      | 20      | 21      | 22      | 23      | 24      | 25      |
| 9       | 26      | 27      | 28      |         |         |         |         |

| März | März | März | März | März | März | März | März |
| Kw   | Mo   | Di   | Mi   | Do   | Fr   | Sa   | So   |
| ---- | ---- | ---- | ---- | ---- | ---- | ---- | ---- |
| 9    |      |      |      | 1    | 2    | 3    | 4    |
| 10   | 5    | 6    | 7    | 8    | 9    | 10   | 11   |
| 11   | 12   | 13   | 14   | 15   | 16   | 17   | 18   |
| 12   | 19   | 20   | 21   | 22   | 23   | 24   | 25   |
| 13   | 26   | 27   | 28   | 29   | 30   | 31   |      |

| April | April | April | April | April | April | April | April |
| Kw    | Mo    | Di    | Mi    | Do    | Fr    | Sa    | So    |
| ----- | ----- | ----- | ----- | ----- | ----- | ----- | ----- |
| 13    |       |       |       |       |       |       | 1     |
| 14    | 2     | 3     | 4     | 5     | 6     | 7     | 8     |
| 15    | 9     | 10    | 11    | 12    | 13    | 14    | 15    |
| 16    | 16    | 17    | 18    | 19    | 20    | 21    | 22    |
| 17    | 23    | 24    | 25    | 26    | 27    | 28    | 29    |
| 18    | 30    |       |       |       |       |       |       |

| Mai | Mai | Mai | Mai | Mai | Mai | Mai | Mai |
| Kw  | Mo  | Di  | Mi  | Do  | Fr  | Sa  | So  |
| --- | --- | --- | --- | --- | --- | --- | --- |
| 18  |     | 1   | 2   | 3   | 4   | 5   | 6   |
| 19  | 7   | 8   | 9   | 10  | 11  | 12  | 13  |
| 20  | 14  | 15  | 16  | 17  | 18  | 19  | 20  |
| 21  | 21  | 22  | 23  | 24  | 25  | 26  | 27  |
| 22  | 28  | 29  | 30  | 31  |     |     |     |

| Juni | Juni | Juni | Juni | Juni | Juni | Juni | Juni |
| Kw   | Mo   | Di   | Mi   | Do   | Fr   | Sa   | So   |
| ---- | ---- | ---- | ---- | ---- | ---- | ---- | ---- |
| 22   |      |      |      |      | 1    | 2    | 3    |
| 23   | 4    | 5    | 6    | 7    | 8    | 9    | 10   |
| 24   | 11   | 12   | 13   | 14   | 15   | 16   | 17   |
| 25   | 18   | 19   | 20   | 21   | 22   | 23   | 24   |
| 26   | 25   | 26   | 27   | 28   | 29   | 30   |      |

| Juli | Juli | Juli | Juli | Juli | Juli | Juli | Juli |
| Kw   | Mo   | Di   | Mi   | Do   | Fr   | Sa   | So   |
| ---- | ---- | ---- | ---- | ---- | ---- | ---- | ---- |
| 26   |      |      |      |      |      |      | 1    |
| 27   | 2    | 3    | 4    | 5    | 6    | 7    | 8    |
| 28   | 9    | 10   | 11   | 12   | 13   | 14   | 15   |
| 29   | 16   | 17   | 18   | 19   | 20   | 21   | 22   |
| 30   | 23   | 24   | 25   | 26   | 27   | 28   | 29   |
| 31   | 30   | 31   |      |      |      |      |      |

| August | August | August | August | August | August | August | August |
| Kw     | Mo     | Di     | Mi     | Do     | Fr     | Sa     | So     |
| ------ | ------ | ------ | ------ | ------ | ------ | ------ | ------ |
| 31     |        |        | 1      | 2      | 3      | 4      | 5      |
| 32     | 6      | 7      | 8      | 9      | 10     | 11     | 12     |
| 33     | 13     | 14     | 15     | 16     | 17     | 18     | 19     |
| 34     | 20     | 21     | 22     | 23     | 24     | 25     | 26     |
| 35     | 27     | 28     | 29     | 30     | 31     |        |        |

| September | September | September | September | September | September | September | September |
| Kw        | Mo        | Di        | Mi        | Do        | Fr        | Sa        | So        |
| --------- | --------- | --------- | --------- | --------- | --------- | --------- | --------- |
| 35        |           |           |           |           |           | 1         | 2         |
| 36        | 3         | 4         | 5         | 6         | 7         | 8         | 9         |
| 37        | 10        | 11        | 12        | 13        | 14        | 15        | 16        |
| 38        | 17        | 18        | 19        | 20        | 21        | 22        | 23        |
| 39        | 24        | 25        | 26        | 27        | 28        | 29        | 30        |

| Oktober | Oktober | Oktober | Oktober | Oktober | Oktober | Oktober | Oktober |
| Kw      | Mo      | Di      | Mi      | Do      | Fr      | Sa      | So      |
| ------- | ------- | ------- | ------- | ------- | ------- | ------- | ------- |
| 40      | 1       | 2       | 3       | 4       | 5       | 6       | 7       |
| 41      | 8       | 9       | 10      | 11      | 12      | 13      | 14      |
| 42      | 15      | 16      | 17      | 18      | 19      | 20      | 21      |
| 43      | 22      | 23      | 24      | 25      | 26      | 27      | 28      |
| 44      | 29      | 30      | 31      |         |         |         |         |

| November | November | November | November | November | November | November | November |
| Kw       | Mo       | Di       | Mi       | Do       | Fr       | Sa       | So       |
| -------- | -------- | -------- | -------- | -------- | -------- | -------- | -------- |
| 44       |          |          |          | 1        | 2        | 3        | 4        |
| 45       | 5        | 6        | 7        | 8        | 9        | 10       | 11       |
| 46       | 12       | 13       | 14       | 15       | 16       | 17       | 18       |
| 47       | 19       | 20       | 21       | 22       | 23       | 24       | 25       |
| 48       | 26       | 27       | 28       | 29       | 30       |          |          |

| Dezember | Dezember | Dezember | Dezember | Dezember | Dezember | Dezember | Dezember |
| Kw       | Mo       | Di       | Mi       | Do       | Fr       | Sa       | So       |
| -------- | -------- | -------- | -------- | -------- | -------- | -------- | -------- |
| 48       |          |          |          |          |          | 1        | 2        |
| 49       | 3        | 4        | 5        | 6        | 7        | 8        | 9        |
| 50       | 10       | 11       | 12       | 13       | 14       | 15       | 16       |
| 51       | 17       | 18       | 19       | 20       | 21       | 22       | 23       |
| 52       | 24       | 25       | 26       | 27       | 28       | 29       | 30       |
| 1        | 31       |          |          |          |          |          |          |

| Januar | Januar | Januar | Januar | Januar | Januar | Januar | Januar |
| Kw     | Mo     | Di     | Mi     | Do     | Fr     | Sa     | So     |
| ------ | ------ | ------ | ------ | ------ | ------ | ------ | ------ |
| 1      | 1      | 2      | 3      | 4      | 5      | 6      | 7      |
| 2      | 8      | 9      | 10     | 11     | 12     | 13     | 14     |
| 3      | 15     | 16     | 17     | 18     | 19     | 20     | 21     |
| 4      | 22     | 23     | 24     | 25     | 26     | 27     | 28     |
| 5      | 29     | 30     | 31     |        |        |        |        |

| Februar | Februar | Februar | Februar | Februar | Februar | Februar | Februar |
| Kw      | Mo      | Di      | Mi      | Do      | Fr      | Sa      | So      |
| ------- | ------- | ------- | ------- | ------- | ------- | ------- | ------- |
| 5       |         |         |         | 1       | 2       | 3       | 4       |
| 6       | 5       | 6       | 7       | 8       | 9       | 10      | 11      |
| 7       | 12      | 13      | 14      | 15      | 16      | 17      | 18      |
| 8       | 19      | 20      | 21      | 22      | 23      | 24      | 25      |
| 9       | 26      | 27      | 28      |         |         |         |         |

| März | März | März | März | März | März | März | März |
| Kw   | Mo   | Di   | Mi   | Do   | Fr   | Sa   | So   |
| ---- | ---- | ---- | ---- | ---- | ---- | ---- | ---- |
| 9    |      |      |      | 1    | 2    | 3    | 4    |
| 10   | 5    | 6    | 7    | 8    | 9    | 10   | 11   |
| 11   | 12   | 13   | 14   | 15   | 16   | 17   | 18   |
| 12   | 19   | 20   | 21   | 22   | 23   | 24   | 25   |
| 13   | 26   | 27   | 28   | 29   | 30   | 31   |      |

| April | April | April | April | April | April | April | April |
| Kw    | Mo    | Di    | Mi    | Do    | Fr    | Sa    | So    |
| ----- | ----- | ----- | ----- | ----- | ----- | ----- | ----- |
| 13    |       |       |       |       |       |       | 1     |
| 14    | 2     | 3     | 4     | 5     | 6     | 7     | 8     |
| 15    | 9     | 10    | 11    | 12    | 13    | 14    | 15    |
| 16    | 16    | 17    | 18    | 19    | 20    | 21    | 22    |
| 17    | 23    | 24    | 25    | 26    | 27    | 28    | 29    |
| 18    | 30    |       |       |       |       |       |       |

| Mai | Mai | Mai | Mai | Mai | Mai | Mai | Mai |
| Kw  | Mo  | Di  | Mi  | Do  | Fr  | Sa  | So  |
| --- | --- | --- | --- | --- | --- | --- | --- |
| 18  |     | 1   | 2   | 3   | 4   | 5   | 6   |
| 19  | 7   | 8   | 9   | 10  | 11  | 12  | 13  |
| 20  | 14  | 15  | 16  | 17  | 18  | 19  | 20  |
| 21  | 21  | 22  | 23  | 24  | 25  | 26  | 27  |
| 22  | 28  | 29  | 30  | 31  |     |     |     |

| Juni | Juni | Juni | Juni | Juni | Juni | Juni | Juni |
| Kw   | Mo   | Di   | Mi   | Do   | Fr   | Sa   | So   |
| ---- | ---- | ---- | ---- | ---- | ---- | ---- | ---- |
| 22   |      |      |      |      | 1    | 2    | 3    |
| 23   | 4    | 5    | 6    | 7    | 8    | 9    | 10   |
| 24   | 11   | 12   | 13   | 14   | 15   | 16   | 17   |
| 25   | 18   | 19   | 20   | 21   | 22   | 23   | 24   |
| 26   | 25   | 26   | 27   | 28   | 29   | 30   |      |

| Juli | Juli | Juli | Juli | Juli | Juli | Juli | Juli |
| Kw   | Mo   | Di   | Mi   | Do   | Fr   | Sa   | So   |
| ---- | ---- | ---- | ---- | ---- | ---- | ---- | ---- |
| 26   |      |      |      |      |      |      | 1    |
| 27   | 2    | 3    | 4    | 5    | 6    | 7    | 8    |
| 28   | 9    | 10   | 11   | 12   | 13   | 14   | 15   |
| 29   | 16   | 17   | 18   | 19   | 20   | 21   | 22   |
| 30   | 23   | 24   | 25   | 26   | 27   | 28   | 29   |
| 31   | 30   | 31   |      |      |      |      |      |

| August | August | August | August | August | August | August | August |
| Kw     | Mo     | Di     | Mi     | Do     | Fr     | Sa     | So     |
| ------ | ------ | ------ | ------ | ------ | ------ | ------ | ------ |
| 31     |        |        | 1      | 2      | 3      | 4      | 5      |
| 32     | 6      | 7      | 8      | 9      | 10     | 11     | 12     |
| 33     | 13     | 14     | 15     | 16     | 17     | 18     | 19     |
| 34     | 20     | 21     | 22     | 23     | 24     | 25     | 26     |
| 35     | 27     | 28     | 29     | 30     | 31     |        |        |

| September | September | September | September | September | September | September | September |
| Kw        | Mo        | Di        | Mi        | Do        | Fr        | Sa        | So        |
| --------- | --------- | --------- | --------- | --------- | --------- | --------- | --------- |
| 35        |           |           |           |           |           | 1         | 2         |
| 36        | 3         | 4         | 5         | 6         | 7         | 8         | 9         |
| 37        | 10        | 11        | 12        | 13        | 14        | 15        | 16        |
| 38        | 17        | 18        | 19        | 20        | 21        | 22        | 23        |
| 39        | 24        | 25        | 26        | 27        | 28        | 29        | 30        |

| Oktober | Oktober | Oktober | Oktober | Oktober | Oktober | Oktober | Oktober |
| Kw      | Mo      | Di      | Mi      | Do      | Fr      | Sa      | So      |
| ------- | ------- | ------- | ------- | ------- | ------- | ------- | ------- |
| 40      | 1       | 2       | 3       | 4       | 5       | 6       | 7       |
| 41      | 8       | 9       | 10      | 11      | 12      | 13      | 14      |
| 42      | 15      | 16      | 17      | 18      | 19      | 20      | 21      |
| 43      | 22      | 23      | 24      | 25      | 26      | 27      | 28      |
| 44      | 29      | 30      | 31      |         |         |         |         |

| November | November | November | November | November | November | November | November |
| Kw       | Mo       | Di       | Mi       | Do       | Fr       | Sa       | So       |
| -------- | -------- | -------- | -------- | -------- | -------- | -------- | -------- |
| 44       |          |          |          | 1        | 2        | 3        | 4        |
| 45       | 5        | 6        | 7        | 8        | 9        | 10       | 11       |
| 46       | 12       | 13       | 14       | 15       | 16       | 17       | 18       |
| 47       | 19       | 20       | 21       | 22       | 23       | 24       | 25       |
| 48       | 26       | 27       | 28       | 29       | 30       |          |          |

| Dezember | Dezember | Dezember | Dezember | Dezember | Dezember | Dezember | Dezember |
| Kw       | Mo       | Di       | Mi       | Do       | Fr       | Sa       | So       |
| -------- | -------- | -------- | -------- | -------- | -------- | -------- | -------- |
| 48       |          |          |          |          |          | 1        | 2        |
| 49       | 3        | 4        | 5        | 6        | 7        | 8        | 9        |
| 50       | 10       | 11       | 12       | 13       | 14       | 15       | 16       |
| 51       | 17       | 18       | 19       | 20       | 21       | 22       | 23       |
| 52       | 24       | 25       | 26       | 27       | 28       | 29       | 30       |
| 1        | 31       |          |          |          |          |          |          |

## Ereignisse

### Politik und Weltgeschehen

#### Revolutionskriege in Europa und dem Mittelmeerraum

##### Deutschland/Frankreich
- 4. Januar: Die Republik Mülhausen stimmt für ihren Beitritt zu Frankreich.
- 1. Mai: Das von den Franzosen besetzte linksrheinische Gebiet führt das staatliche Personenstandswesen ein.
- 11. Mai: In der Zeit der Französischen Revolution unterstützt das Direktoriumsmitglied Louis-Marie de La Révellière-Lépeaux den unblutigen Staatsstreich vom 22. Floreal VI, der sich gegen die Jakobiner richtet.

##### Eidgenossenschaft
- 24. Januar: Die Révolution vaudoise ist der Auftakt für die Unabhängigkeit des Kantons Waadt.
- 28. Januar: Der Franzoseneinfall in der Eidgenossenschaft beginnt.
- 3. Februar: Im Kanton Bern wird die Légion fidèle gegründet. Sie wird bereits am 9. März wieder aufgelöst.
- 2. März: In der Schweiz entsteht der Kanton Thurgau, bisher eine Gemeine Herrschaft der Alten Eidgenossenschaft.

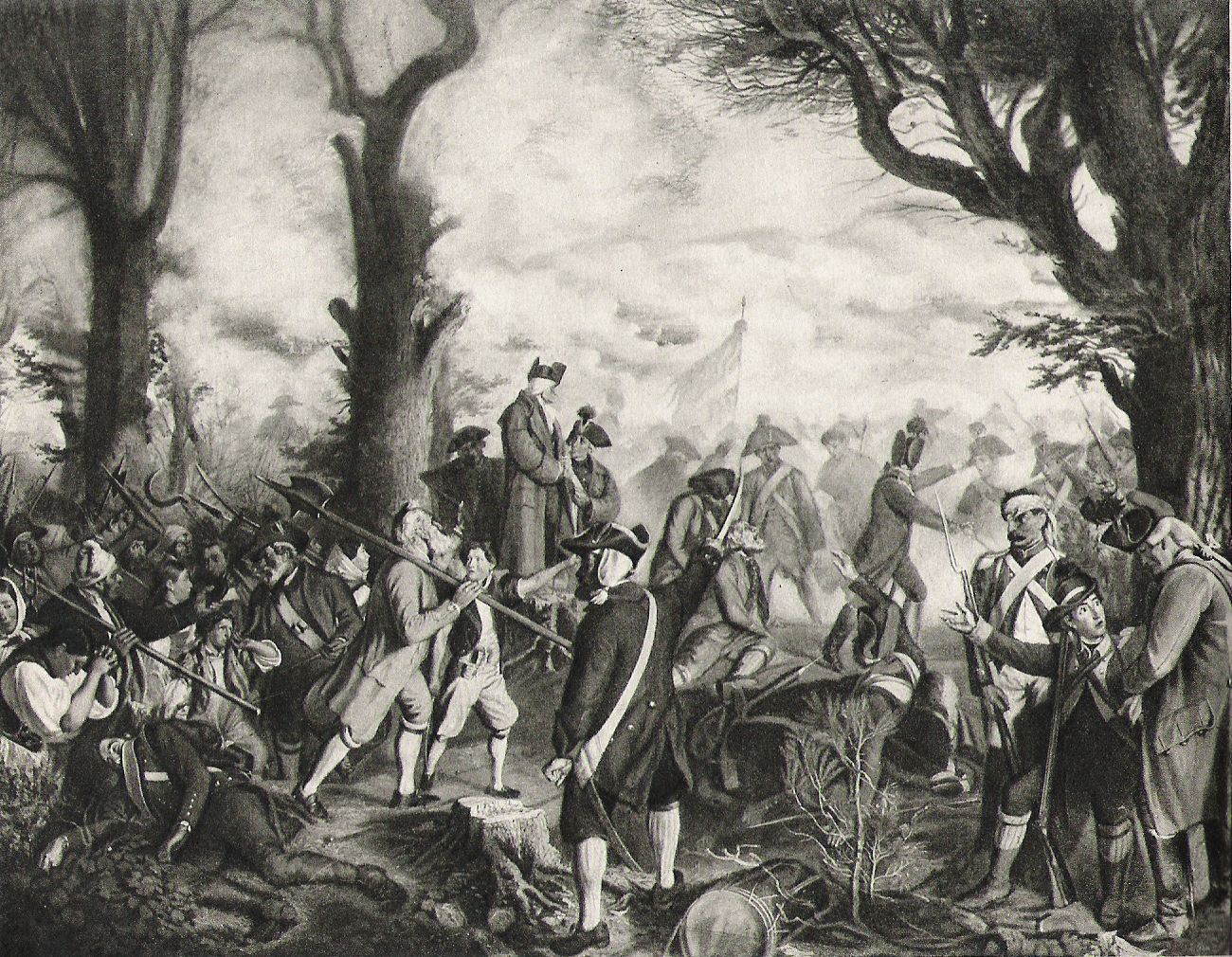
Der letzte Tag des alten Bern, Gemälde von Friedrich Walthard

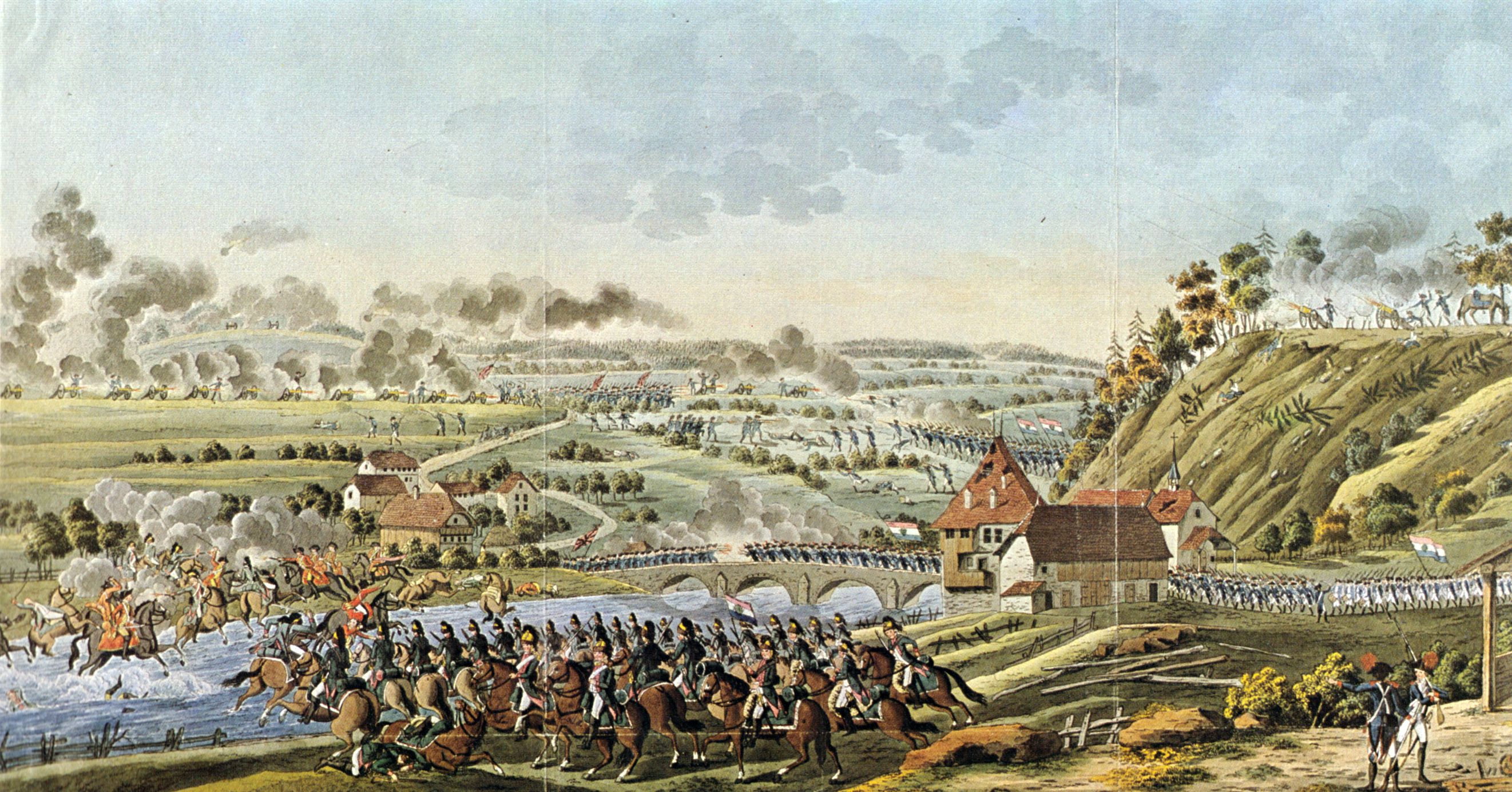
Zeitgenössische Darstellung der Schlacht bei Neuenegg

- 5. März: Berner Truppen stellen sich in der Schlacht am Grauholz (General von Erlach) und in der Schlacht von Neuenegg (General von Graffenried) den französischen Armeen (Generale Schauenburg und Masséna). Die alte Republik Bern geht unter.
- 12. April: Ausrufung der Helvetischen Republik, nachdem seit der Jahreswende 1797/98 Revolutionen in verschiedenen Kantonen der Alten Eidgenossenschaft ausgebrochen und französische Truppen eingefallen sind
- 26. April: Gefecht bei Hägglingen
- 30. April: Gefecht bei Wollerau
- 2. Mai: Schlacht bei Schindellegi
- 7. bis 9. September: Schreckenstage von Nidwalden

##### Italien
- 9. Januar: Das Prachtschiff des venezianischen Dogen, der Bucentaur, wird von Soldaten Napoleons völlig zerstört, da sie den Wert des aufgetragenen Blattgolds überschätzen.
- 10. Februar: Französische Truppen unter General Louis-Alexandre Berthier nehmen Rom ein. Frankreich hat dem Kirchenstaat nach der Ermordung seines Militärattachés den Krieg erklärt.

Flagge der Römischen Republik 1798/99

- 15. Februar: Frankreich zerstört den Kirchenstaat und errichtet die Römische Republik.
- 10. Dezember: In Turin wird durch französische Einwirkung die Piemontesische Republik ausgerufen.
- 23. Dezember: König Ferdinand IV., Herrscher im Königreich Neapel, flieht vor anrückenden französischen Truppen nach Sizilien.

##### Irland

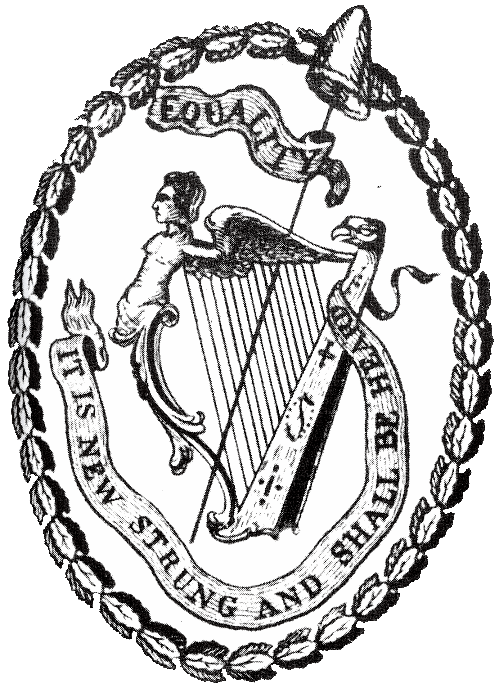
Symbole der United Irishmen: die ungekrönte Harfe und die Jakobinermütze

- 23. Mai: In Irland bricht ein von Frankreich unterstützter Aufstand gegen die Briten aus. Die Organisatorin des Aufstandes ist die Society of United Irishmen unter der Führung von Theobald Wolfe Tone. Durch Verrat und die Arbeit von Informanten erfährt die britische Armee unmittelbar vor Beginn von dem Vorhaben und verhindert die Eroberung Dublins durch die Rebellen. Trotz dieses unerwarteten Rückschlags gelingt es den Aufständischen, die umliegenden Countys um Dublin einzunehmen. Die Rebellion greift rasch auf weitere Countys über. Zum Teil kann die britische Armee diese allerdings schnell wieder niederschlagen, zum Teil werden durch Loyalisten alle der Rebellion verdächtigten Mitbürger umgebracht oder verhaftet. Im Gegenzug richtet sich der Zorn der Rebellen in der Regel gegen wohlhabende Protestanten. Die britische Armee kann die meisten Aufstände schon nach wenigen Tagen niederschlagen und so eine vollständige Rebellion im ganzen Land verhindern. Lediglich der County Wexford kann über längere Zeit von den Rebellen gehalten werden, doch mit der Niederlage bei der Schlacht von Vinegar Hill am 21. Juni, als 20.000 britische Soldaten in den County eindringen, endet faktisch die Rebellion. Nur vereinzelte Truppen liefern sich noch bis zum 14. Juli vereinzelte Gefechte mit der britischen Armee.
- Am 22. August landen 2.000 französische Soldaten im County Mayo und helfen dort ca. 5.000 Aufständischen, die britischen Truppen in der Schlacht von Castlebar zu besiegen. Nach diesem Sieg rufen sie die Republic of Connaught aus, die bis zum Sieg der Briten über die Truppen der Rebellen und Franzosen am 8. September Bestand hat.

Karte von Irland mit Tory Island und dem Ort der Seeschlacht

- 12. Oktober: Eine weitere Einheit französischer Truppen will im County Donegal landen, doch die britische Marine kann die Einheiten noch auf See abfangen und in der Seeschlacht bei Tory Island besiegen. Theobald Wolfe Tone wird an Bord des eroberten französischen Flaggschiffs aufgefunden und arretiert. Über die nächsten zwei Wochen durchkämmen britische Fregattenpatrouillen die Passage nach Brest und erobern dabei drei weitere Schiffe.
- 19. November: Theobald Wolfe Tone begeht Suizid, nachdem er wegen Hochverrats zum Tode verurteilt worden ist.

##### Ägyptische Expedition
- 19. Mai: Napoleon Bonaparte bricht mit einem französischen Heer von 40.000 Mann nach Ägypten auf.
- 11. Juni: Malta kapituliert kampflos gegenüber Napoleon, der sich mit seinen Truppen auf die Ägyptische Expedition begeben hat. Der Malteserorden der Johanniter verlässt in der Folge die Insel und geht nach Russland.
- 2. Juli: Die Ägyptische Expedition von Napoleon Bonaparte nimmt die Hafenstadt Alexandria ein.

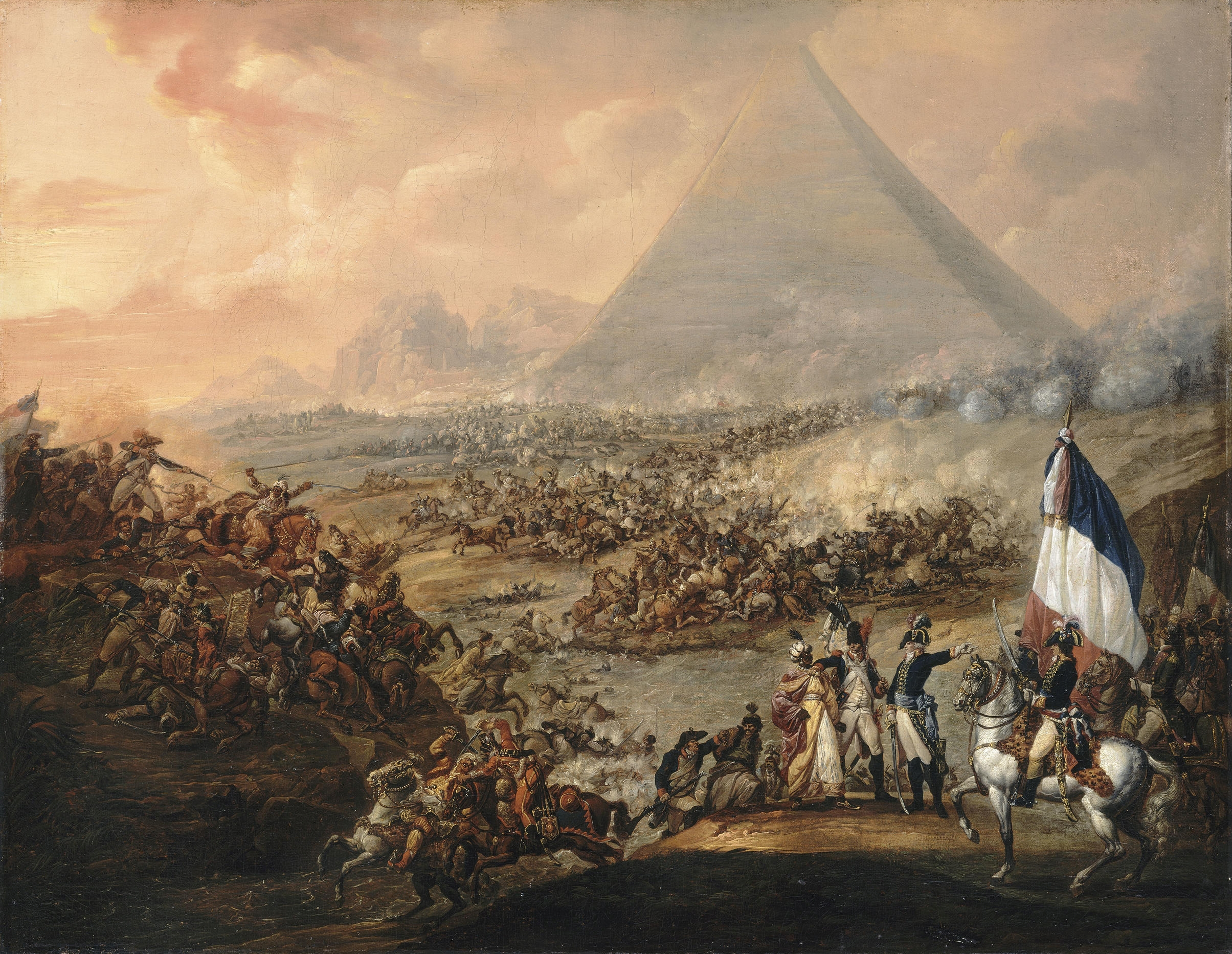
Schlacht bei den Pyramiden

- 21. Juli: In der Schlacht bei den Pyramiden bezwingt Napoleon Bonapartes Invasionsarmee auf ihrem Ägyptenfeldzug ein Mamlukenheer unter Mourad Bey.
- 24. Juli: Napoleon zieht nach dem Sieg über das ägyptische Heer in Kairo ein.

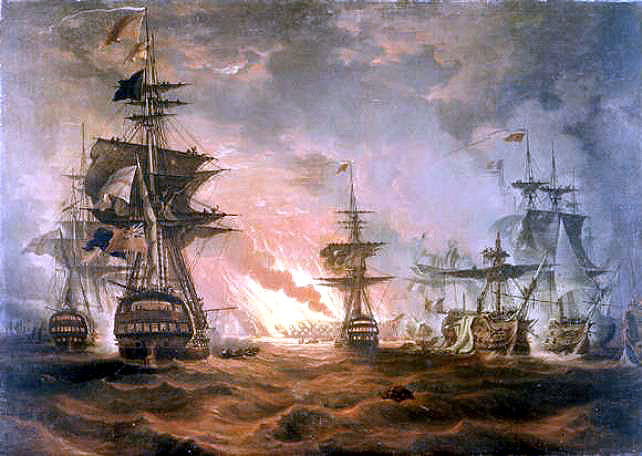
Die Seeschlacht bei Abukir, zeitgenössisches Gemälde von Thomas Luny

- 1./2. August: Der britische Admiral Horatio Nelson vernichtet die die vom Comte Brueys kommandierte französische Flotte in der Seeschlacht bei Abukir im Nildelta, die sich von diesem Schlag nie wieder völlig erholt.
- 22./23. Oktober: Ein Aufstand in Kairo wird von Napoleon niedergeschlagen. Rund 2.500 Aufständische werden getötet, die Anführer verhaftet und hingerichtet.
- Ende des Jahres: Unter britischem Druck erklärt das Osmanische Reich unter Sultan Selim III. Frankreich den Krieg.

#### Vereinigte Staaten von Amerika

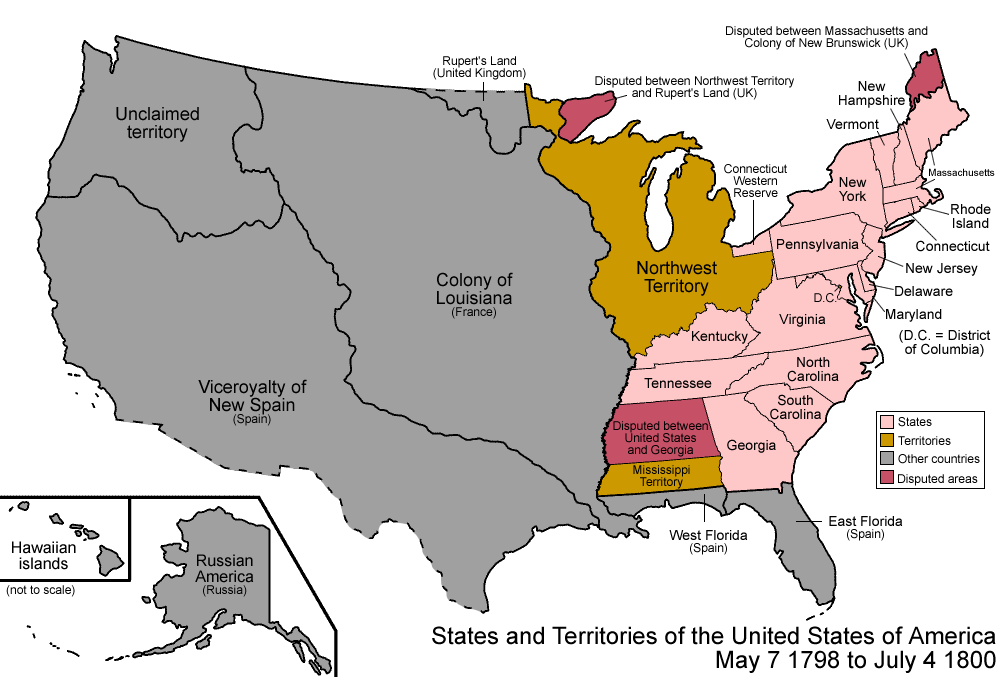
Vereinigte Staaten 1798

- 7. April: Aus den von Spanien im Jahr 1795 im Pinckney-Vertrag abgetretenen Gebieten wird von den Vereinigten Staaten das Mississippi-Territorium gebildet, das sich über die südliche Hälfte der heutigen Staaten Mississippi und Alabama erstreckt.
- April: Der Föderalist John Jay gewinnt die Gouverneurswahl in New York.
- 18. Juni bis 14. Juli: Die vier Alien and Sedition Acts werden vom Kongress der Vereinigten Staaten verabschiedet und von Präsident John Adams unterzeichnet. Darin werden unter anderem die Privilegien des Präsidenten gegenüber Ausländern erweitert und die Veröffentlichung „falscher, skandalträchtiger oder boshafter Schriften“ gegen Amtsträger unter Strafe gestellt. Die Gesetze werden von Politikern der Demokratisch-Republikanischen Partei und in späteren Jahren auch von Historikern als den Zielen und Gedanken der Verfassung entgegenstehend eingeschätzt. Der Alien Enemies Act vom 6. Juli ist bis heute Teil des United States Code.

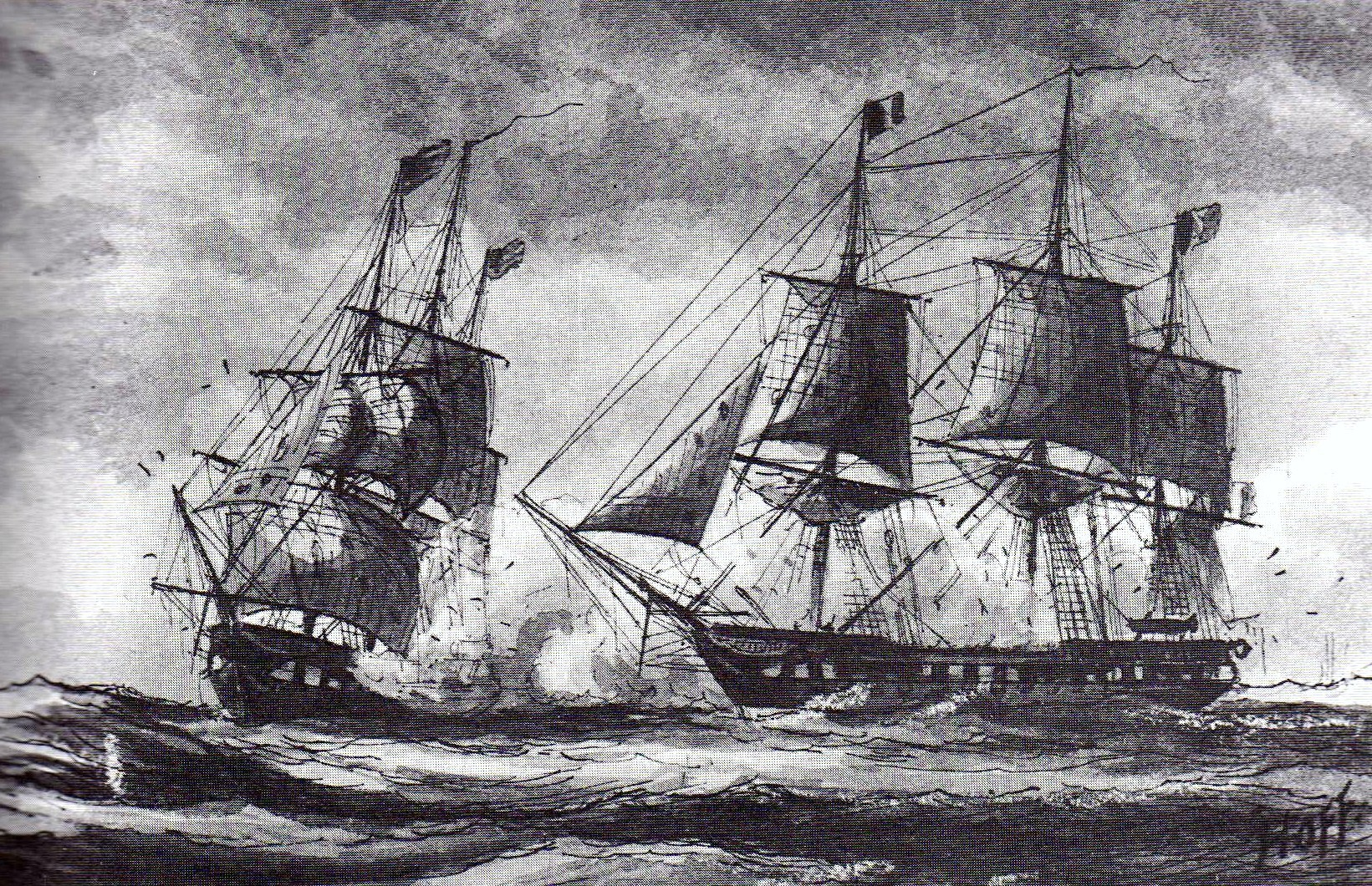
Der Kampf zwischen USS Constellation und Insurgente im Quasi-Krieg (William Bainbridge Hoff)

- 7. Juli: Mit der Aufhebung von Verträgen mit Frankreich durch den Kongress der Vereinigten Staaten bricht der Quasi-Krieg zwischen den beiden Staaten aus, ein unerklärter Krieg, der ausschließlich auf See ausgetragen wird. Geschwader der US-Marine laufen aus und greifen französische Freibeuter an. Angesichts zunehmender Piraterie im Mittelmeer und Plünderungen durch Freibeuter des revolutionären Frankreichs hat sich der Kongress bereits zuvor dazu veranlasst gesehen, eine Marine zum Schutz des wachsenden Seehandels aufzubauen.
- Georgia verbietet als letzter der US-Bundesstaaten den Sklavenhandel; nur den Handel, der Einsatz von Sklaven ist weiterhin möglich.
- Ende des Jahres: Die Virginia General Assembly und die Kentucky General Assembly, die beide demokratisch-republikanisch dominiert sind, verabschieden als Reaktion auf die Alien and Sedition Acts eine Reihe von Beschlüssen, die Kentucky and Virginia Resolutions.

#### Karibik
- 10. September: Eine spanische Flottille wird vor Britisch Honduras in der Schlacht von St. George’s Caye mit Unterstützung der Royal Navy von britischen Siedlern besiegt. In der Folge unterbleiben weitere Versuche Spaniens, das Gebiet in seinen Machtbereich zurückzuholen.

#### Pazifischer Ozean
- 8. November: Als erster Europäer betritt der britische Kapitän John Fearn mit seiner Mannschaft eine ihnen unbekannte Insel, die er Pleasant Island nennt.

### Wirtschaft
- 17. März: Die Niederländische Ostindien-Kompanie, eines der größten Handelsunternehmen seiner Zeit, wird nach 196-jährigem Bestehen aufgelöst.
- Die Kirner Privatbrauerei wird gegründet.
- In Luzern wird die Zeitung Schweizerbote gegründet.

### Wissenschaft und Technik

#### Astronomie
- Anfang bis Mitte August: Auf der Seeberg-Sternwarte in Gotha findet der erste europäische Astronomenkongress statt.
- 9. September: Der Astronom Wilhelm Herschel  sichtet im Sternbild Kepheus die Galaxie NGC 6946.
- 9. Dezember: Die Himmelsbeobachtungen Wilhelm Herschels lassen ihn im Sternbild Bildhauer die Galaxie NGC 613 auffinden.
- 10. Dezember: Wilhelm Herschel entdeckt im Sternbild Walfisch die Galaxien NGC 163 und NGC 270.

#### Sonstiges
- 10. November: Jeanne Labrosse, die Ehefrau des Luftfahrtpioniers André-Jacques Garnerin, unternimmt als erste Frau eine selbstständige Ballonfahrt mit einem Heißluftballon.
- 18. Dezember: Das Zentralarchiv der Helvetischen Republik wird in Bern gegründet.
- Henry Cavendish entwickelt sein Verfahren zur Messung der Gravitationskonstante.
- Alois Senefelder entwickelt die Lithografie. Das Steindruckverfahren wird für die erste Hälfte des 19. Jahrhunderts zur wichtigsten Methode, um Bilder zu vervielfältigen.
- Die Anthropologie in pragmatischer Hinsicht von Immanuel Kant erscheint.

### Religion
- 16. Oktober: Mit der Bulle Ad universam agri Dominici curam gründet Papst Pius VI. das Erzbistum Warschau.

### Kultur

#### Architektur und Bildende Kunst
- Der Bau von Schloss Freienwalde in Freienwalde wird nach Entwürfen des Architekten David Gilly für Friederike von Hessen-Darmstadt – die Witwe des preußischen Königs Friedrich Wilhelm II. – als Sommerresidenz im Stil des Klassizismus errichtet. Es wird 1799 fertiggestellt.
- Der Lili-Tempel in Offenbach am Main wird vom französischen Architekten Nicolas Alexandre Salins de Montfort im Stil des Klassizismus erbaut.
- Ende des Jahres: Goethe gibt die erste Nummer der periodischen Schrift Propyläen heraus, einer Zeitschrift für bildende Kunst. Inhaltlich wird diese fast ausschließlich von Goethe selbst und dem mit ihm befreundeten Maler und Kunsthistoriker Johann Heinrich Meyer bestritten.

#### Literatur

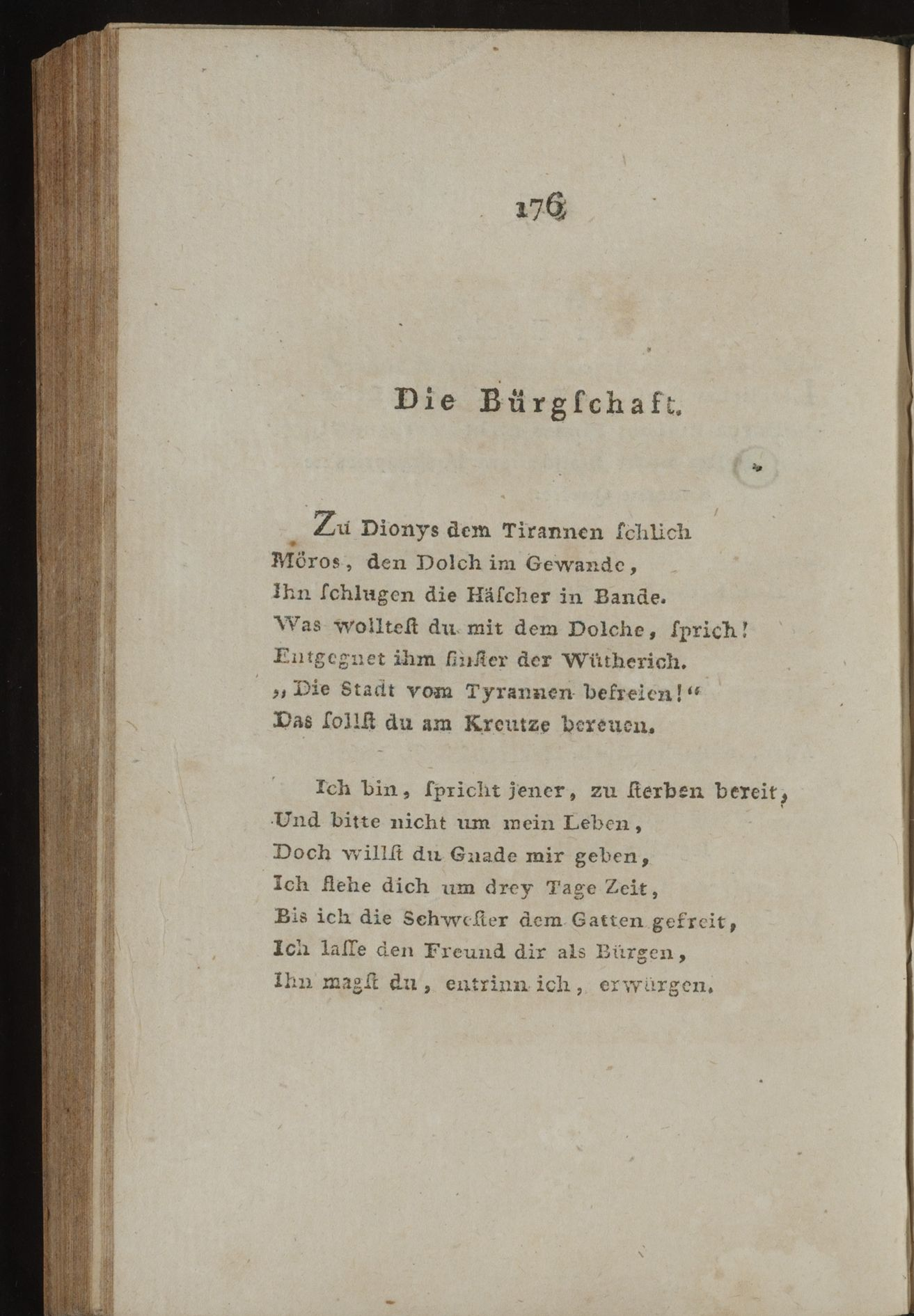
Die Bürgschaft im Musenalmanach von 1799

#### Musik und Theater

Die Schöpfung, Einladung zum gleichnamigen Oratorium

- 29./30. April: Das Oratorium Die Schöpfung von Joseph Haydn hat seine Uraufführung unter der Leitung des Komponisten im Palais Schwarzenberg am Neuen Markt in Wien vor privatem Publikum.
- 12. Juni: Die Uraufführung der Oper Der Zauberflöte zweyter Theil. Das Labyrinth von Emanuel Schikaneder mit Musik von Peter von Winter findet am Freihaustheater auf der Wieden statt. Der außergewöhnliche Erfolg der Zauberflöte wiederholt sich nicht.
- 6. Juli: Uraufführung der Oper Die Geisterinsel von Johann Friedrich Reichardt an der Hofoper Berlin
- 25. Juli: Uraufführung der Oper L'Hôtellerie portugaise von Luigi Cherubini am Théâtre Feydeau in Paris
- 5. August: Uraufführung der Oper Le Rendez-vous supposé ou Le Souper de famille von Henri Montan Berton an der Opéra-Comique in Paris
- Ludwig van Beethoven stellt nach zweijähriger Arbeit seine Klaviersonate Nr. 5 fertig.

### Sport
- Johann Christoph Friedrich GutsMuths veröffentlicht sein Kleines Lehrbuch der Schwimmkunst.

## Geboren

### Erstes Quartal
- 02. Januar: Désiré-Alexandre Batton, französischer Komponist († 1855)

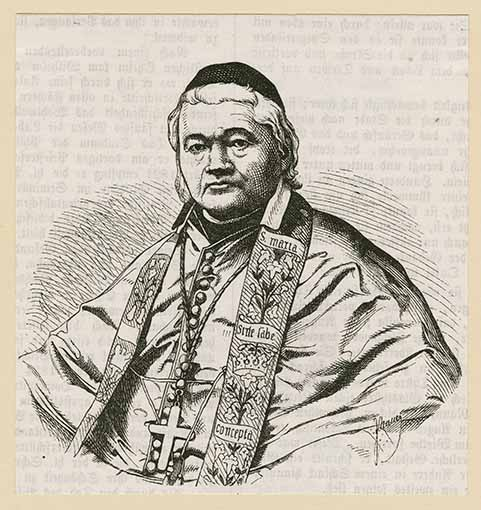
Wilhelm Arnoldi

- 04. Januar: Wilhelm Arnoldi, Bischof von Trier († 1864)
- 05. Januar: James Semple, US-amerikanischer Politiker († 1866)
- 06. Januar: Melchior von Diepenbrock, Kardinal und Fürstbischof von Breslau († 1853)
- 06. Januar: Gaspar Hernández aus Peru stammender Priester, Pädagoge und Politiker in der Dominikanischen Republik († 1858)
- 08. Januar: Waddy Thompson, US-amerikanischer Politiker († 1868)
- 12. Januar: David-François Munier, Schweizer evangelischer Geistlicher und Hochschullehrer († 1872)
- 13. Januar: Carl Baumann, württembergischer Zeichner, Lithograph und Fotograf († 1878)
- 14. Januar: Isaäc da Costa, niederländischer Dichter und Schriftsteller († 1860)
- 14. Januar: Johan Rudolf Thorbecke, niederländischer Staatsmann († 1872)
- 17. Januar: Johann Joseph Rosenbaum, deutscher katholischer Geistlicher und Theologe († 1867)
- 19. Januar: Auguste Comte, französischer Mathematiker, Philosoph und Religionskritiker, Begründer des Positivismus († 1857)
- 19. Januar: Johann Adolph Heinlein, deutscher Jurist und Bürgermeister († 1829)
- 24. Januar: Karl von Holtei, deutscher Schriftsteller, Schauspieler und Theaterleiter († 1880)
- 24. Januar: Karl Georg Christian von Staudt, deutscher Mathematiker († 1867)
- 26. Januar: Albert August Wilhelm Deetz, preußischer Soldat und Abgeordneter († 1859)
- 31. Januar: Carl Gottlieb Reißiger, deutscher Komponist und Hofkapellmeister in Dresden († 1859)
- 31. Januar: Henriette von Bissing, deutsche Erzählerin († 1879)
- 01. Februar: Franz von Hauslab, altösterreichischer General und Kartograph († 1883)
- 03. Februar: Friedrich Jakob Heller, österreichischer Militärhistoriker deutscher Herkunft († 1864)
- 08. Februar: Matthias Franz Borgnis, deutscher Bankier, Juwelier und Tabakfabrikant († 1867)
- 10. Februar: Heinrich Karl Brandes, deutscher Philologe, Reiseschriftsteller und Gymnasiallehrer († 1874)
- 13. Februar: Heinrich Alexander von Arnim, preußischer Staatsmann († 1861)
- 20. Februar: Richard M. Young, US-amerikanischer Politiker († 1861)
- 17. März: John Bennett Dawson, US-amerikanischer Politiker († 1845)
- 18. März: Joseph Chmel, österreichischer Augustiner-Chorherr und Historiker († 1858)
- 18. März: Gustav Rose, deutscher Mineraloge († 1873)
- 22. März: Eduard Gans, deutscher Jurist, Rechtsphilosoph und Historiker († 1839)
- 24. März: Richard F. Simpson, US-amerikanischer Politiker († 1882)
- 25. März: Christoph Gudermann, deutscher Mathematiker († 1851)
- 30. März: Luise Hensel, deutsche Dichterin († 1876)

### Zweites Quartal

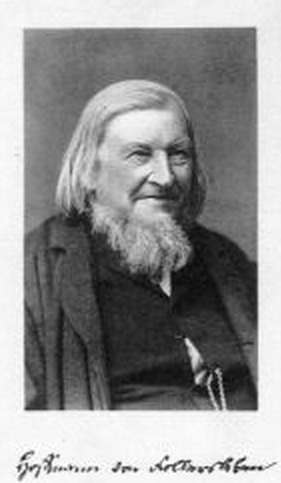
August Heinrich Hoffmann von Fallersleben

- 02. April: August Heinrich Hoffmann von Fallersleben, deutscher Germanist und Dichter († 1874)
- 03. April: Charles Wilkes, US-amerikanischer Marineoffizier und Polarforscher († 1877)
- 07. April: Pasquale Lucchini, Schweizer Ingenieur und Politiker († 1892)
- 11. April: Pierce Mason Butler, US-amerikanischer Politiker († 1846)
- 11. April: Alfred V. du Pont, US-amerikanischer Industrieller († 1856)
- 15. April: Ludwig Hofacker, evangelischer Theologe († 1828)
- 18. April: Antonio Rolla, italienischer Violinvirtuose († 1837)
- 19. April: Heinrich Maria von Hess, deutscher Maler († 1863)
- 25. April: Friedrich Ludwig Haarmann, Gründer der ersten deutschen Baugewerkschule († 1864)

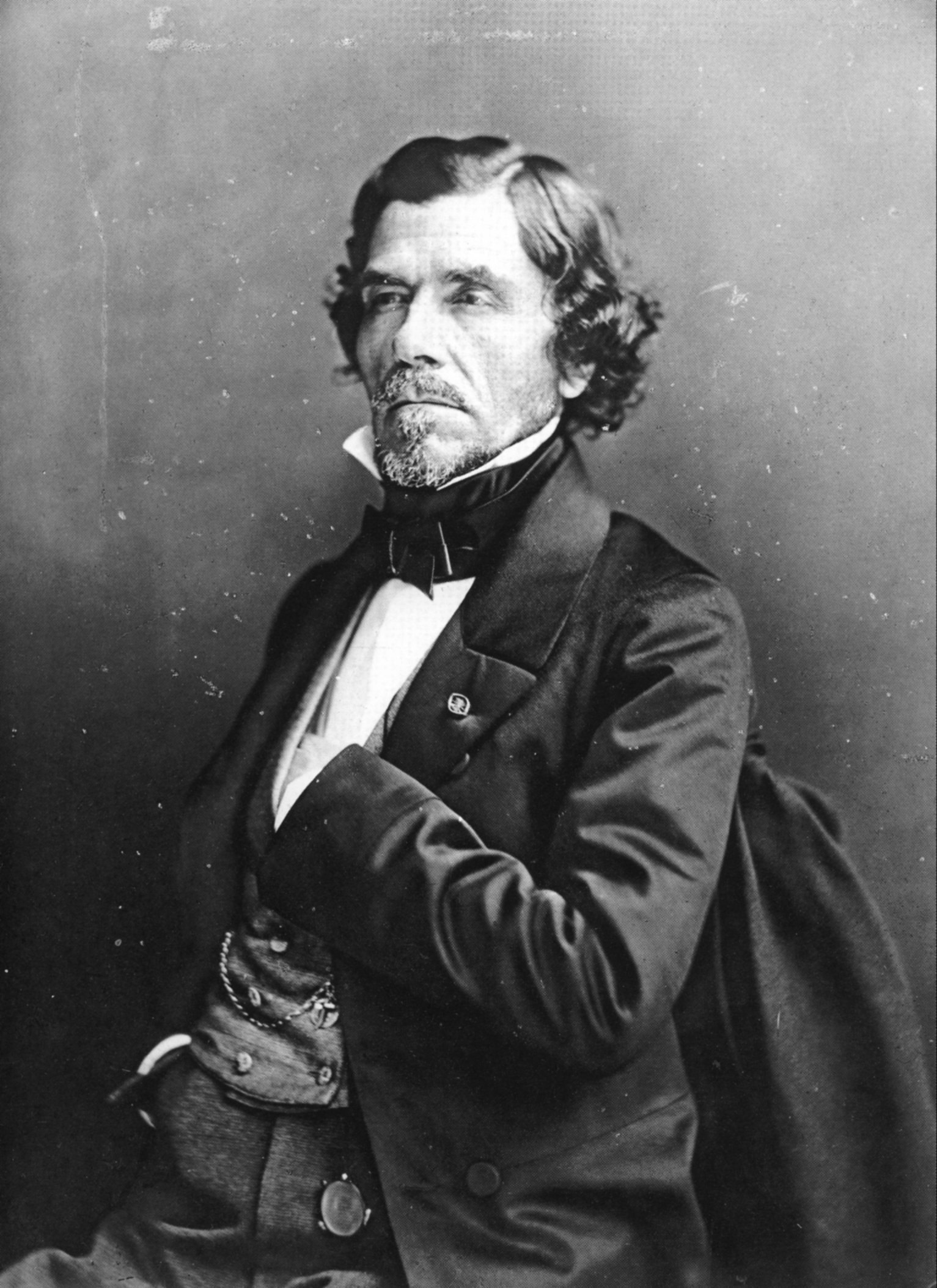
Eugène Delacroix, 1858

- 26. April: Eugène Delacroix, französischer Maler († 1863)
- 30. April: Albert, Fürst von Schwarzburg-Rudolstadt († 1869)
- 03. Mai: Thomas Dickens Arnold, US-amerikanischer Politiker († 1870)
- 05. Mai: Christian Friedrich Scherenberg, deutscher Dichter († 1881)
- 06. Mai: Heinrich von Quintus-Icilius, deutscher Verwaltungsjurist und Politiker († 1861)
- 12. Mai: Cornelis Adriaan Bergsma, niederländischer Chemiker, Botaniker und Agrarwissenschaftler († 1859)
- 12. Mai: Joseph Burkart, deutscher Bergrat und Forschungsreisender († 1874)
- 19. Mai: Joseph Pröbstl, deutscher Orgelbauer († 1866)
- 20. Mai: Heinrich August Wilhelm Stolze, deutscher Stenograf († 1867)
- 22. Mai: Alexander McDonnell, irischer Schachmeister († 1835)
- 23. Mai: Ludwig Benjamin Henz, deutscher Eisenbahningenieur († 1860)
- 28. Mai: Josef Dessauer, österreichischer Komponist († 1876)
- 28. Mai: Hans Nikolai Frenssen, deutscher Jurist und Landvogt von Sylt († 1833)
- 00 Mai: Michael Kahn, deutscher Unternehmer († 1861)
- 03. Juni: Nikolaus Ludwig Arnold, deutscher Jurist († 1886)
- 06. Juni: Johann Friedrich Wilhelm Bötticher, deutscher Pädagoge und Historiker († 1850)
- 09. Juni: Adolphe Bauty, Schweizer evangelischer Geistlicher und Politiker († 1880)
- 09. Juni: August Wellauer, deutscher Altphilologe und Pädagoge († 1831)
- 13. Juni: Christian Bähr, Altphilologe († 1872)
- 14. Juni: František Palacký, tschechischer Historiker und Politiker († 1876)
- 15. Juni: Alexander Gortschakow, russischer Staatsmann († 1883)
- 21. Juni: Wolfgang Menzel, deutscher Dichter der Spätromantik († 1873)
- 24. Juni: Edward Turner, englischer Chemiker († 1837)
- 29. Juni: Willibald Alexis, deutscher Schriftsteller und Dichter († 1871)
- 29. Juni: Giacomo Leopardi, italienischer Dichter († 1837)

### Drittes Quartal
- 03. Juli: Gottfried Wilhelm Stüler, deutscher Mediziner und Homöopath († 1838)
- 07. Juli: Helene Strack, deutsche Blumenmalerin († 1853)
- 08. Juli: Thomas Burr Osborne, US-amerikanischer Politiker († 1869)
- 13. Juli: Charlotte von Preußen, russische Zarin († 1860)
- 14. Juli: Alessandro Antonelli, italienischer Architekt († 1888)
- 16. Juli: Eduard Friedrich Poeppig, deutscher Forschungsreisender († 1868)
- 19. Juli: Christian Carl Theodor Ludwig Sethe, deutscher Jurist († 1857)
- 24. Juli: John Adams Dix, US-amerikanischer Politiker († 1879)
- 25. Juli: Albert Knapp, deutscher Dichter († 1864)
- 28. Juli: Hezekiah Williams, US-amerikanischer Politiker († 1856)

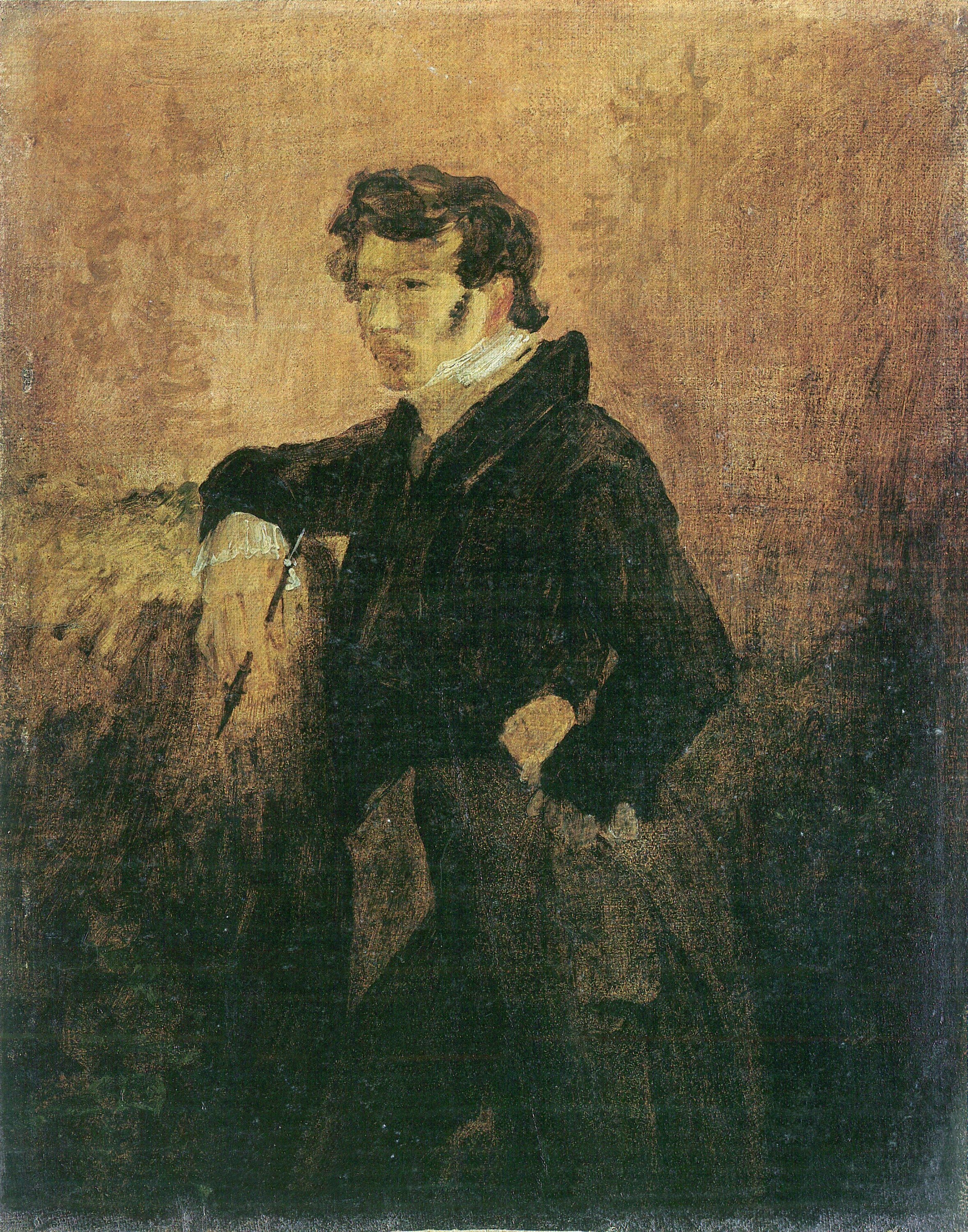
Carl Blechen, 1825

- 29. Juli: Carl Blechen, deutscher Landschaftsmaler († 1840)
- 12. August: Abraham Rencher, US-amerikanischer Politiker († 1883)
- 13. August: August Friedrich Ernst von Arnswaldt, deutscher Literat († 1855)
- 13. August: Gottlieb Weissmann, deutscher Fossiliensammler und Apotheker († 1859)
- 15. August: Henry de Labouchère, britischer Staatsmann († 1869)
- 15. August: W. O. von Horn, deutscher Schriftsteller († 1867)
- 16. August: Mirabeau B. Lamar, US-amerikanischer Politiker, Botschafter und Präsident der Republik Texas († 1859)
- 19. August: Friedrich Jahn, deutscher Orgelbauer († 1875)
- 20. August: Paul Wilhelm Eduard Sprenger, österreichischer Architekt († 1854)
- 21. August: Jules Michelet, französischer Historiker († 1874)
- 25. August: Joseph von Auffenberg, deutscher Dramatiker und Dichter († 1857)
- 25. August: Henrik Hertz, dänischer Schriftsteller († 1870)
- 26. August: August Friedrich Moritz Anton, deutscher Pädagoge († 1868)
- 28. August: Harro Harring, Revolutionär, Dichter und Maler († 1870)
- 28. August: John W. A. Sanford, US-amerikanischer Politiker († 1870)
- 31. August: Georg Friedrich Puchta, deutscher Jurist († 1846)
- 01. September: Jean-Augustin Franquelin, französischer Kunstmaler († 1839)
- 01. September: Ferenc József Gyulay, Oberbefehlshaber der österreichischen Truppen im Sardinischen Krieg († 1868)
- 02. September: Thomas Holliday Hicks, US-amerikanischer Politiker († 1865)
- 04. September: Hippolyte Dussard, französischer Wirtschaftswissenschaftler (VWL) († 1876)
- 09. September: Joseph Anselm Feuerbach, Archäologe und Professor der Philologie († 1851)

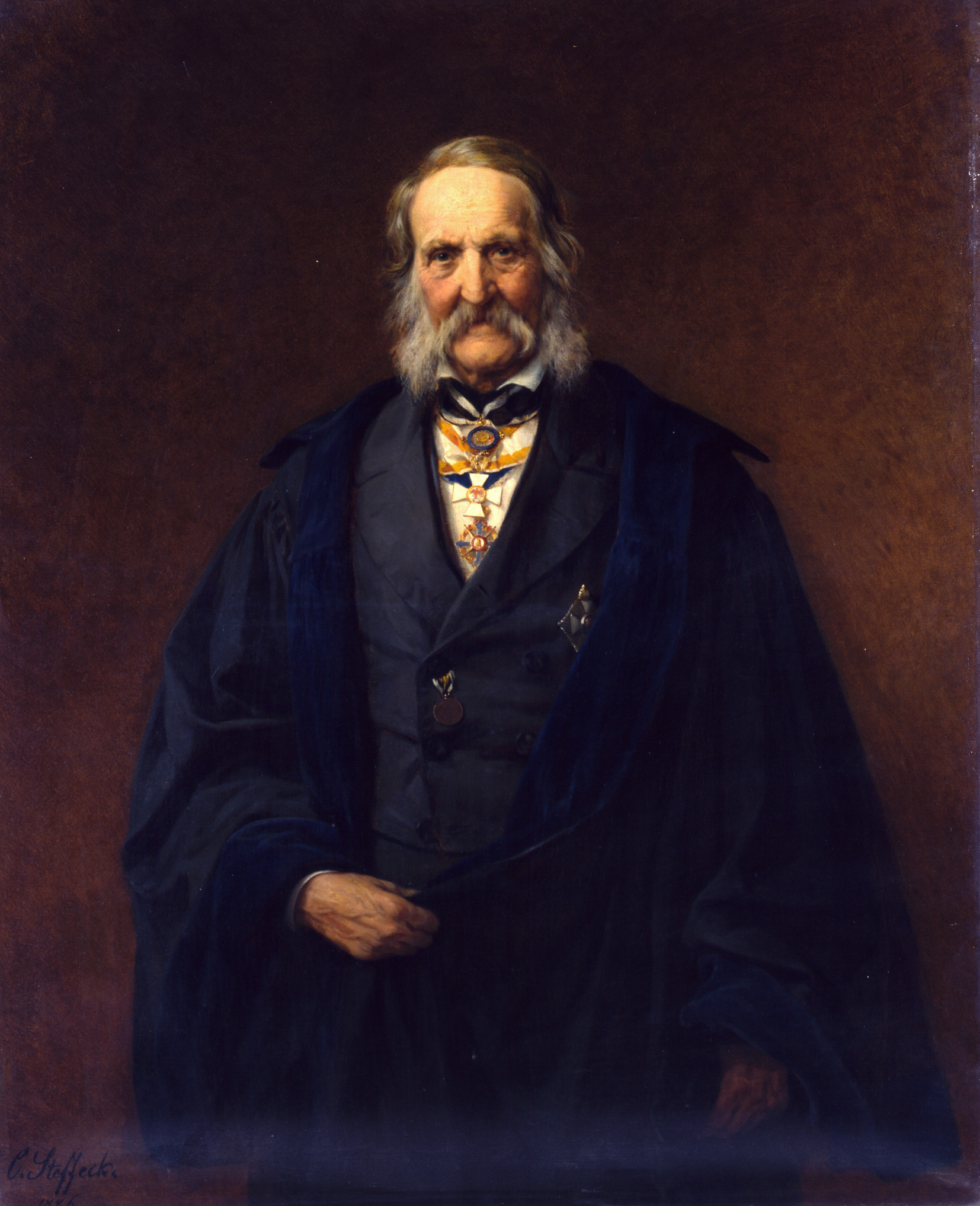
Franz Ernst Neumann, 1886

- 11. September: Franz Ernst Neumann, deutscher Physiker († 1895)
- 12. September: Johann Heinrich Schenck, deutscher Mediziner († 1834)
- 17. September: Antonio Benedetto Antonucci, Kardinal der katholischen Kirche († 1879)
- 19. September: Alexander Mendelssohn, deutscher Bankier († 1871)
- 20. September: Philipp Schey von Koromla, ungarisch-österreichischer Großhändler und Mäzen († 1881)
- 22. September: Joseph C. Noyes, US-amerikanischer Politiker († 1868)
- 25. September: Henry Scheffer, französischer Maler († 1862)
- 28. September: Bonaventura Genelli, deutscher Maler, Zeichner und Kupferstecher († 1868)
- 30. September: Josef Jakob Xaver Pfyffer zu Neueck, Schweizer Beamter, Politiker und Autor († 1853)

### Viertes Quartal
- 02. Oktober: Carlo Alberto I., König von Sardinien-Piemont und Herzog von Savoyen († 1849)
- 07. Oktober: Jean-Baptiste Vuillaume, französischer Geigenbauer († 1875)
- 11. Oktober: Ida Arenhold, Mitbegründerin und erste Vorsteherin des Krankenhauses Friederikenstift in Hannover († 1863)
- 12. Oktober: Peter IV., portugiesischer König und brasilianischer Kaiser († 1834)
- 13. Oktober: Herman Wilhelm Bissen, dänischer Bildhauer († 1868)
- 13. Oktober: Franz Hessler, deutscher Arzt, Indologe und Übersetzer († 1890)
- 18. Oktober: Karl Ludwig von Bruck, österreichischer Politiker († 1860)
- 22. Oktober: Jodocus Donatus Hubertus Temme, deutscher Politiker, Jurist und Schriftsteller († 1881)
- 24. Oktober: Massimo d’Azeglio, italienischer Schriftsteller, Maler und Politiker († 1866)
- 24. Oktober: Wilhelm Amandus Auberlen, württembergischer Lehrer, Musiker und Komponist († 1874)
- 26. Oktober: Beda Weber, Schriftsteller, Theologe und Abgeordneter der Frankfurter Nationalversammlung († 1858)
- 28. Oktober: Levi Coffin, US-amerikanischer Quäker, Abolitionist und Geschäftsmann († 1877)
- 29. Oktober: Ulrike von Pogwisch, deutsche Priorin († 1875)
- 01. November: Sebastian Gutzwiller, Elsässer Maler († 1872)

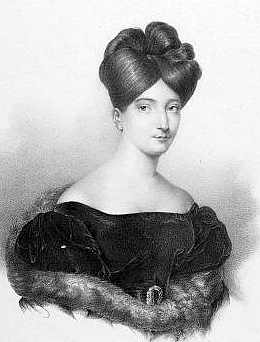
Henriette Méric-Lalande

- 04. November: Henriette Méric-Lalande, französische Opernsängerin († 1867)
- 05. November: Maria-Carolina von Bourbon-Sizilien, Tochter König Franz’ I. von Neapel († 1870)
- 15. November: Abel Hugo, französischer Essayist († 1855)
- 15. November: Karl von Moltke, dänischer Politiker († 1866)
- 16. November: Persifor Frazer Smith, amerikanischer Offizier († 1858)
- 23. November: Gustav Asverus, deutscher Jurist († 1843)
- 23. November: Robert Oettel, Kaufmann, Begründer der deutschen Rassegeflügelzucht († 1884)
- 27. November: Andries Pretorius, burischer Politiker und Gründer der Südafrikanischen Republik († 1853)
- 29. November: Hamilton Rowan Gamble, US-amerikanischer Politiker († 1864)
- 30. November: Carl Wilhelm Asher, deutscher Jurist und Publizist († 1864)
- 04. Dezember: Jules Dufaure, französischer Jurist, Politiker und Premierminister († 1881)
- 06. Dezember: Friedrich Karl von Prittwitz, russischer Generalmajor († 1849)
- 07. Dezember: Lodewijk-Jozef Delebecque, belgischer Bischof († 1864)
- 08. Dezember: Thomas T. Whittlesey, US-amerikanischer Politiker († 1868)
- 10. Dezember: Alexander Pawlowitsch Brjullow, russischer Architekt und Aquarellist († 1877)
- 12. Dezember: Friedrich August Grotefend, deutscher Altphilologe († 1836)
- 13. Dezember: Otto Philipp Braun, aus Kassel stammender bolivianischer Kriegsminister († 1869)
- 13. Dezember: Joseph R. Walker, US-amerikanischer Mountain Man und Entdecker († 1876)
- 17. Dezember: Julius Converse, US-amerikanischer Politiker († 1885)
- 18. Dezember: Heinrich Smidt, deutscher Schriftsteller († 1867)
- 20. Dezember: Albert Dufour-Féronce, deutscher Bankier, Unternehmer und Eisenbahnpionier († 1861)
- 22. Dezember: George Walker Crawford, US-amerikanischer Politiker († 1872)
- 24. Dezember: Adam Mickiewicz, polnischer Dichter († 1855)
- 28. Dezember: Édouard d’Anglemont, französischer Dichter († 1876)
- 30. Dezember: Godehard Braun, deutscher Weihbischof († 1861)
- 31. Dezember: Friedrich Robert Faehlmann, deutsch-estnischer Philologe († 1850)

### Genaues Geburtsdatum unbekannt
- Carl Amon, österreichischer Maler († 1843)
- Bonaventura Carles Aribau i Farriols, spanischer Schriftsteller, Poet und Wirtschaftsgelehrter († 1862)
- Iwan Malchasowitsch Andronikow, georgischer Fürst und russischer General († 1868)
- Karl Burkart, deutscher Verwaltungsjurist († 1851)
- Caspar Halbleib, ungarndeutscher Kirchenmusiker und Komponist († um 1850)
- Sojourner Truth, US-amerikanische Abolitionistin und Frauenrechtlerin († 1883)

## Gestorben

### Januar bis April
- 04. Januar: Gavin Hamilton, schottischer Maler, Archäologe und Kunsthändler (* 1723)
- 09. Januar: Charlotte von Hessen-Philippsthal-Barchfeld, Gräfin von Ysenburg-Büdingen-Wächtersbach (* 1725)
- 11. Januar: Erekle II., König von Georgien (* 1720)
- 20. Januar: Christian Cannabich, deutscher Violinist, Kapellmeister und Komponist (* 1731)
- 22. Januar: Lewis Morris, Unterzeichner der Unabhängigkeitserklärung der USA (* 1726)
- 22. Januar: Matija Antun Relković, kroatischer Aufklärer (* 1732)
- 26. Januar: Christian Gottlob Neefe, deutscher Komponist, Organist, Kapellmeister und Musikwissenschaftler (* 1748)
- 09. Februar: Friedrich Ernst Constantin von Arnold, deutscher Landrat und Gutsbesitzer (* 1740)
- 12. Februar: Stanislaus II. August, letzter König von Polen (* 1732)
- 13. Februar: Christian Friedrich Schwartz, deutscher Missionar (* 1726)
- 13. Februar: Wilhelm Heinrich Wackenroder, deutscher Jurist und Schriftsteller (* 1773)
- 15. Februar: Johann Baptist Enderle, deutscher Maler (* 1725)
- 27. Februar: Heinrich Ferdinand Möller, deutscher Schauspieler und Schriftsteller (* 1745)
- 05. März: Karl Ludwig von Erlach, Schweizer General (* 1746)
- 13. März: Genovefa Weber, deutscher Opernsängerin und Schauspielerin (* 1764)
- 21. März: Albert Philipp Frick, deutscher Jurist und Hochschullehrer (* 1733)
- 01. April: Johann Wilhelm Schmid, deutscher evangelischer Theologe (* 1744)
- 09. April: Josef Friedrich Wilhelm, Fürst von Hohenzollern-Hechingen (* 1717)
- 11. April: Karl Wilhelm Ramler, deutscher Dichter und Denker/Philosoph (* 1725)
- 22. April: Sebastian Seemiller, deutscher katholischer Theologe (* 1752)

### Mai bis August
- 06. Mai: Anselm Feldhorn, österreichischer Benediktiner-Abt (* 1738)
- 10. Mai: George Vancouver, britischer Offizier der Royal Navy und Entdecker (* 1757)
- 14. Mai: David Ruhnken, niederländischer Gelehrter (* 1723)
- 14. Mai: Carl Gottlieb Svarez, preußischer Jurist und Justizreformer (* 1746)
- 15. Mai: Thomas Jenkins, britischer Maler, Kunstsammler, Antikenhändler und Bankier (* 1722)
- 16. Mai: Joseph Hilarius Eckhel, Numismatiker (* 1737)
- 25. Mai: Asmus Carstens, deutscher Maler (* 1754)
- 30. Mai: Nikolaus Wilhelm Schröder, deutscher Orientalist und Bibliothekar (* 1721)
- 02. Juni: Franz Sales von Greiner, österreichischer Staatsbeamter (* 1732)

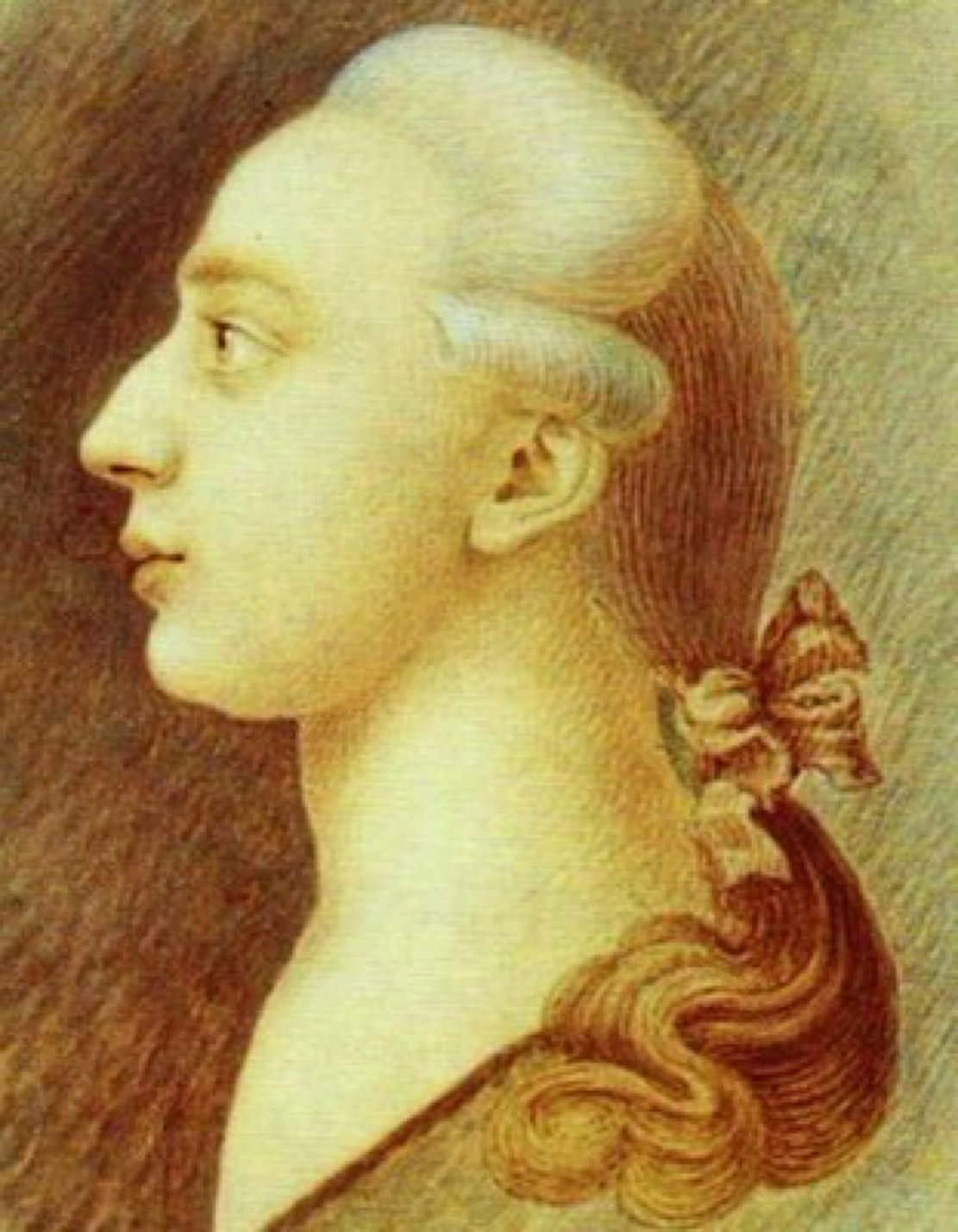
Giacomo Casanova

- 04. Juni: Giacomo Casanova, italienischer Abenteurer und Schriftsteller (* 1725)
- 09. Juni: Johann Georg Pforr, deutscher Maler (* 1745)
- 16. Juni: Ignaz Pfefferkorn, Jesuit, Missionar und Naturforscher (* 1726)
- 24. Juni: Marie Christine, österreichische Erzherzogin (* 1742)
- 01. Juli: Johann Friedrich Mende, deutscher Maschinenbauer (* 1743)
- 02. Juli: François-Louis Bourdon, französischer Politiker (* 1758)
- 06. Juli: Adrien Duport, französischer Politiker (* 1759)
- 15. Juli: Gaetano Pugnani, italienischer Violinist und Komponist (* 1731)
- 16. Juli: Christian Gottfried Hahmann, deutscher Baumeister (* 1739)
- 19. Juli: Johann Gottfried Malleck, Wiener Orgelbauer (* 1733)
- 21. Juli: Charles Joseph de Croix, Graf Clerfait, österreichischer Feldmarschall (* 1733)
- 27. Juli: Ernestine Christine Reiske, deutsche Autorin und Privatgelehrte (* 1735)
- 01. August: François-Paul Brueys d’Aigalliers, Kommandeur der französischen Flotte in der Schlacht bei Abukir (* 1753)
- 01. August: Aristide Aubert Dupetit-Thouars, französischer Admiral und Seefahrer (* 1760)
- 11. August: Joshua Clayton, US-amerikanischer Politiker (* 1744)
- 21. August: James Wilson, Unterzeichner der Unabhängigkeitserklärung der USA (* 1742)
- 30. August: Matthias Wilhelm von Below, preußischer Generalleutnant und Gouverneur der Festung Stettin (* 1722)

### September bis Dezember
- 01. September: Christian Friedrich Exner, deutscher Baumeister (* 1718)
- 02. September: Michael Gröll, deutscher Drucker, Verleger und Verfasser (* 1722)
- 05. September: Joshua Coit, US-amerikanischer Politiker (* 1758)
- 07. September Peter Frederik Suhm, norwegischer Historiker (* 1728)
- 21. September: George Read, US-amerikanischer Politiker, Unterzeichner der Unabhängigkeitserklärung (* 1733)
- 22. September: Guy André Pierre de Montmorency-Laval, Marschall von Frankreich (* 1723)
- 000September: Ulrich Bräker, Schweizer Schriftsteller (* 1735)
- 05. Oktober: Antoine de Chézy, französischer Hydraulik-Ingenieur (* 1718)
- 17. Oktober: Johann Samuel Göbel, kursächsischer Finanzsekretär und Historiker (* 1762)
- 20. Oktober: Joshua Seney, US-amerikanischer Politiker (* 1756)
- 28. Oktober: Esteban José Martínez, spanischer Seefahrer und Entdecker (* 1742)
- 02. November: Jean-Joseph d’Apcher, französischer Adliger (* 1748)
- 02. November: Charles de Wailly, klassizistischer französischer Architekt (* 1730)
- 10. November: Allen Jones, US-amerikanischer Politiker (* 1739)
- 10. November: Gabriel Lenkiewicz, Ordensgeneral (* 1722)
- 14. November: Naonobu Ajima, japanischer Mathematiker (* 1732)
- 19. November: Theobald Wolfe Tone, irischer Rechtsanwalt, Anführer der irischen Unabhängigkeitsbewegung (* 1763)
- 23. November: Carl Otto von Arnim, preußischer Landrat (* 1747)
- 26. November: Johann Martin Anwander, österreichischer Orgelbauer (* 1740)
- 26. November: Friedrich Albrecht Carl Gren, deutscher Chemiker (* 1760)
- 01. Dezember: Christian Garve, deutscher Philosoph (* 1742)
- 04. Dezember: Luigi Galvani, Arzt, Anatom und Biophysiker (* 1737)
- 09. Dezember: Johann Reinhold Forster, deutscher Naturwissenschaftler (* 1729)
- 16. Dezember: John Henry, US-amerikanischer Politiker (* 1750)
- 16. Dezember: Thomas Pennant, walisischer Naturwissenschaftler, Ornithologe und Altertumsforscher (* 1726)
- 18. Dezember: Michael Johann von Wallis, österreichischer Feldmarschall und Hofkriegsratspräsident (* 1732)
- 19. Dezember: Charles-Joseph Panckoucke, französischer Schriftsteller und Verleger (* 1736)
- 30. Dezember: Christian Gotthelf von Gutschmid, Theologe, Pädagoge und kursächsischer Staatsmann (* 1721)
- 00. Dezember: Eleazer McComb, US-amerikanischer Politiker (* 1740)

### Genaues Todesdatum unbekannt
- William McCoy, britischer Seemann und Meuterer auf der Bounty